# Xungen wenxue
Xungen wenxue (chiń. 寻根文学; literatura poszukiwania korzeni) - nurt współczesnej literatury chińskiej zapoczątkowany przez prozatorską grupę literacką xungen pai (grupa poszukiwania korzeni), powstałą na konferencji pisarzy i krytyków XII 1984 w Hangzhou, działającą do 1988.